# 山姆·米庫拉克
山姆·米庫拉克（英語：Sam Mikulak；1992年10月13日—）是一位美國體操運動員。他曾就讀於密歇根大學。他代表美國參加了2012年夏季奧林匹克運動會的體操比賽。